# 10573 Піані
10573 Піані (10573 Piani) — астероїд головного поясу, відкритий 29 листопада 1994 року.
Тіссеранів параметр щодо Юпітера — 3,435.